# نونافوت
 إقليم نونافوت (بالإنكتيتوتية:ᓄᓇᕗᑦ) يقع في الشمال الشرقي لكندا في جزيرة بافين، عاصمته إيكالويت، مساحته مليونا كيلو متر مربع، ومع ذلك فسكانه حوالي 36،000 نسمة فقط، ينتشرون في 28 تجمعاً سكانيّاً مبعثراً. بعد وقوع عدة اشتباكات سنة 1996 بين الجيش الكندي والإنويت، سكان المنطقة الأصليين، تقرر إعطاء المنطقة أكثر استقلالية فعلياً سنة 1999.